# Stor-Björktjärnen, Västerbotten
Stor-Björktjärnen är en sjö i Vindelns kommun i Västerbotten och ingår i Sävaråns huvudavrinningsområde. Sjön har en area på 0,183 kvadratkilometer och ligger 258,3 meter över havet.

## Delavrinningsområde
Stor-Björktjärnen ingår i det delavrinningsområde (715873-169377) som SMHI kallar för Mynnar i Lappsjön. Medelhöjden är 273 meter över havet och ytan är 16,42 kvadratkilometer. Räknas de 2 avrinningsområdena uppströms in blir den ackumulerade arean 40,33 kvadratkilometer. Ekån som avvattnar avrinningsområdet har biflödesordning 2, vilket innebär att vattnet flödar genom totalt 2 vattendrag innan det når havet efter 97 kilometer. Avrinningsområdet består mestadels av skog (90 procent). Avrinningsområdet har 0,59 kvadratkilometer vattenytor vilket ger det en sjöprocent på 3,6 procent.